# Robbie Jansen
 Robert Edward (Robbie) Jansen  (Kaapstad, 5 augustus 1949 - aldaar, 7 juli 2010) was een Zuid-Afrikaans altsaxofonist, fluitist en zanger. Jansen was een pionier van de Cape Jazz.

## Biografie
Jansen debuteerde als gitarist bij de Rockets, die Britse pop- en beatmuziek speelden. Op een reis van de groep naar Londen leerde hij de Afro-Amerikaanse muziek kennen. Hij leerde saxofoon spelen en hield zich nu bezig met moderne jazz. In het begin van de jaren 1970 speelde hij bij Oswietie en met Abdullah Ibrahim; hij speelde op hun album Mannenberg Is Where It’s Happening (1974). Samen met Basil Coetzee richtte hij de fusiongroep Pacific Express op. Van 1979 tot 1981 was hij lid van de groep Juluka van Johnny Clegg en Sipho Mchunu. Verder werkte hij met Estudio van Russell Herman. Vervolgens bouwde hij een solocarrière uit met zijn eigen groepen The Hearthrob en later Sons of Table Mountain, waarmede hij optrad in Cuba en Zwitserland (2004). Daarnaast speelde hij bij Sabenza, waarmee hij aan het einde van de jaren tachtig tweemaal in Europa was. In het begin van de jaren 1990 werkte hij opnieuw samen met Abdullah Ibrahim (Mantra Mode, 1991).
Om gezondheidsredenen ging hij sinds 2007 niet meer op buitenlandse tournee. In juni 2010 trad hij nog op tijdens het wereldkampioenschap voetbal 2010 op het FIFA-Fanfest in Kaapstad.

## Discografie
- Vastrap Island (1989)
- The Cape Doctor (met Hilton Schilder, Jack Momple en Steven Erasmus, 1998)
- Nomad Jez (2006, met de onderscheiding South African Music Award (SAMA))